# Gerres limbatus
Gerres limbatus és una espècie de peix pertanyent a la família dels gerrèids present des de l'Índia i Sri Lanka fins a l'Àsia sud-oriental i el mar de la Xina Meridional.
És un peix marí i d'aigua dolça, de clima tropical i demersal.
Fa 15 cm de llargària màxima (normalment, en fa 10).
Menja els petits animals que viuen als fons sorrencs i de fang.
Es comercialitza fresc.
És inofensiu per als humans.